# Emulsions-PCR
Die Emulsions-PCR (Em-PCR) ist eine biochemische und molekularbiologische Methode zur Vervielfältigung von DNA durch eine Variante der Polymerase-Kettenreaktion. Sie ist eine häufig verwendete Methode zur Vervielfältigung in mehreren NGS-basierten Sequenzierungsplattformen. Das Grundprinzip der EmPCR ist die Verdünnung und Kompartimentierung von DNA-Molekülen in Wassertröpfchen, bestehend aus einer Wasser-in-Öl-Emulsion. Idealerweise ist die Verdünnung so gewählt, dass jedes Tröpfchen ein einzelnes DNA-Molekül enthält und als separater Reaktor wie bei einer Digital PCR fungiert.